# GRAND CROSS シリーズ
「GRAND CROSS シリーズ」（グランド クロス シリーズ）は2006年よりコナミアミューズメントから発売されているメダルゲームである。

## 概要
全シリーズを通して16ステーション・最大32人まで同時にプレイ可能。

## 作品名
| 稼働年         | 作品名                                                                     | 概要                                            |
| -------------- | -------------------------------------------------------------------------- | ----------------------------------------------- |
| 2006年         | GRAND CROSS・GRAND CROSS・GRAND CROSS PLUS（GRAND CROSS のアップデート版） | 16ステーション・ 最大32人まで同時にプレイ可能。 |
| 2008年4月15日  | GRAND CROSS・GRAND CROSS・GRAND CROSS PLUS（GRAND CROSS のアップデート版） | 16ステーション・ 最大32人まで同時にプレイ可能。 |
| 2009年1月21日  | GRAND CROSS PREMIUM                                                        | 16ステーション・ 最大32人まで同時にプレイ可能。 |
| 2011年1月20日  | GRAND CROSS CHRONICLE                                                      | 16ステーション・ 最大32人まで同時にプレイ可能。 |
| 2013年12月13日 | DREAMSPHERE GRAND CROSS                                                    | 16ステーション・ 最大32人まで同時にプレイ可能。 |
| 2019年3月1日   | GRAND CROSS LEGEND                                                         | 16ステーション・ 最大32人まで同時にプレイ可能。 |
| 2022年1月20日  | GRAND CROSS GOLD                                                           | 16ステーション・ 最大32人まで同時にプレイ可能。 |